# Абу Дарба Мухаммад III аль-Мустансир
Мухаммад III (или Абу Дарба Мухаммад III аль-Мустансир, араб. أبو ضربة محمد المستنصر‎, ум. 1318) — одиннадцатый правитель государства Хафсидов в Ифрикии в 1318-1318 году, десятый халиф Хафсидов.

## Биография
Мухаммад III был халифом Туниса в течение девяти месяцев в 1317—1318 годах. Он был сыном шейха Закарии аль-Лихьяни, который в 1317 году отрёкся от престола в пользу сына и покинул Ифрикию.
В течение девяти месяцев Мухаммад сражался с Абу Бакром II, эмиром Беджаи и Константины, и был окончательно побеждён. Абу Бакр II вошёл в столицу Тунис и восстановил единство двух ветвей династии Хафсидов.